# Poche parodontale

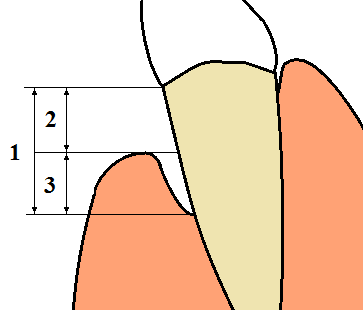
Digramme illustrant la maladie parondontale
2. récession de la gencive
3. Poche parodontale
1.=2+3=perte totale d'attachement.

La poche parodontale est un espace qui se crée entre la dent et la gencive lors de la maladie parodontale.
La profondeur de la poche se mesure entre le haut de la gencive marginale (ou gencive libre) et l'attache épithéliale (le niveau où la gencive s'attache à la dent).

En l'absence de pathologie, on observe un petit espace entre le haut de la gencive marginale et l'attache épithéliale, de 1 à 3 mm : c'est le sulcus. 

Lors d'une gingivite, cet espace va augmenter, soit à la suite d'un gonflement de la gencive, soit plus souvent à la suite d'une perte d'attache. La profondeur de poche augmente dans la parodontite, puisqu'il y a en plus une perte d'os.

## Étiologie
Ce sont les bactéries de la plaque dentaire qui sont responsables de la formation de poches. 

Le meilleur moyen d'éviter ce problème est donc une hygiène bucco-dentaire rigoureuse.

## Évolution
Les poches parodontales ont peu de chances de disparaître toutes seules en l'absence de traitement. 

Les bactéries à l'intérieur de ces poches vont progressivement devenir anaérobies, et ainsi constituer une flore plus pathogène. De plus il est impossible de nettoyer seul l'intérieur de ces poches. Elles risquent donc de s'aggraver. Il faut consulter un dentiste.

## Traitement
Le principal traitement est étiologique (on va éliminer la cause de la maladie). Il consiste à nettoyer les poches, grâce à un détartrage et/ou un surfaçage (débridement radiculaire). 

Si vraiment la profondeur de poche est trop importante, on peut avoir recours à de la chirurgie parodontale (on peut réaliser des lambeaux mucco-gingivaux et/ou un comblement de poche). Le laser est un outil de plus en plus utilisé par les chirurgiens-dentistes pour le nettoyage et la désinfection des poches parodontales.